# Julius Lippert
Pour les articles homonymes, voir Lippert.
Julius Lippert (né le 9 juillet 1895 à Bâle, mort le 30 juin 1956 à Bad Schwalbach) est un journaliste et homme politique nazi allemand, bourgmestre-gouverneur de Berlin de 1937 à 1940.

## Biographie
Lippert va dans une école étrangère à Gênes puis termine ses études secondaires à Wiesbaden en 1914. Il est soldat durant la Première Guerre mondiale, finissant comme lieutenant de réserve dans l'artillerie. De 1918 à 1922, il étudie les sciences politiques et obtient son doctorat à l'Université de Berlin. Il devient membre de la Reichswehr noire et journaliste dans des différents journaux de Berlin.
Lippert rejoint en avril 1927 le NSDAP et est nommé par Joseph Goebbels rédacteur en chef de Der Angriff. En 1933, il adhère au Deutsche Arbeitsfront. De mars à octobre 1933, il est membre du parlement prussien. En mars 1933, il devient secrétaire d'État pour Berlin puis en septembre membre du Conseil d'État prussien et SA-Standartenführer.
Le 1er avril 1937, Lippert devient bourgmestre-gouverneur de Berlin. Il quitte ce poste en juillet 1940, victime des intrigues d'Albert Speer qui veut absolument voir se réaliser Welthauptstadt Germania.
En 1941, il est nommé commandant de la Wehrmacht à la Propagandakompanie du sud-est de l'Europe, à Belgrade. De mai 1943 à août 1944, il est commandant militaire de la ville belge d'Arlon.
Après la Seconde Guerre mondiale, il est arrêté à Hambourg, extradé en 1946 en Belgique et comparaît en 1950 pour des crimes de guerre à Arlon. Acquitté en première instance, il est ensuite condamné en 1952 à sept ans de travaux forcés, qui sont convertis en années de prison déjà réalisées, et est renvoyé en Allemagne. En septembre 1953, il est condamné par le tribunal du Land de Hesse.

## Source, notes et références
- Notices d'autorité :   - VIAF
  - ISNI
  - LCCN
  - GND
  - Israël
  - NUKAT
  - WorldCat

- (de) « Publications de et sur Julius Lippert », dans le catalogue en ligne de la Bibliothèque nationale allemande (DNB).
- Michael Wildt (de), Christoph Kreutzmüller: „Ein radikaler Bürger“. Julius Lippert – Chefredakteur des „Angriff“ und Staatskommissar zur besonderen Verwendung in Berlin. In: Rüdiger Hachtmann, Thomas Schaarschmidt, Winfried Süß (Hrsg.): Berlin im Nationalsozialismus. Politik und Gesellschaft 1933–1945 (= Beiträge zur Geschichte des Nationalsozialismus, Bd. 27). Göttingen 2011, S. 19–38 (PDF).
- Ernst Klee: Das Personenlexikon zum Dritten Reich – Wer war was vor und nach 1945. 2. Auflage. Frankfurt am Main 2007, S. 374.
- (de) Franz Menges, « Lippert, Julius », dans Neue Deutsche Biographie (NDB), vol. 14, Berlin, Duncker & Humblot, 1985, p. 659–660 (original numérisé).